# Roger Hector de Pardaillan
Roger Hector de Pardaillan de Gondrin († 1656/61), Marquis d’Antin, Comte de Miélan, war ein französischer Adliger und Militär.

## Biographie
Roger Hector de Pardaillan war der dritte Sohn von Antoine-Arnaud de Pardaillan, Marquis d’Antin und Marquis de Montespan, und Paule de Saint-Lary de Bellegarde, Tochter von Jean de Saint-Lary, Seigneur de Termes, und Anne de Villemur, Schwester von Roger II. de Saint-Lary, Duc de Bellegarde, Pair de France und Großstallmeister von Frankreich. Er wurde mit dem Tod seines Vaters 1624 Marquis d’Antin und Comte de Miélan, während sein älterer Bruder Marquis de Montespan wurde.
Er heiratete per Ehevertrag am 11. Juni 1635 Marie-Christine Zamet, Erbtochter von Jean Zamet, Baron de Murat, Maréchal de Camps und Armées du Roi, Gouverneur von Fontainebleau, und Jeanne de Goth. Sie war es, die dem Haus Pardaillan die Rechte auf das ehemalige Herzogtum Épernon brachte: sie war die Tochter von Jacques de Goth und Hélène de Nogaret, der Schwester von Jean Louis de Nogaret de La Valette.
Roger Hector de Pardaillan war Seneschall und Gouverneur von Bigorre. Am 28. August 1651 wurde er als Dank für die bei den Belagerungen von Paris und Bordeaux geleisteten Dienste zum Chevalier de l’Ordre de Saint-Esprit ernannt, es erfolgte aber keine formelle Aufnahme, da die nächste erst am 31. Dezember 1661 – und damit nach seinem Tod – vorgenommen wurde. Am 14. Januar 1656 wurde er zum Staatsrat ernannt.

## Familie
Aus seiner Ehe mit Marie-Christine Zamet hatte er vier Kinder:
- Louis Henri de Pardaillan de Gondrin, † November 1702, Marquis de Montespan; ⚭ (Ehevertrag 28. Januar 1663) Françoise Athénaïs de Rochechouart de Mortemart, † 28. Mai 1707, Tochter von Gabriel de Rochechouart, Herzog von Mortemart, Pair de France, Chevalier des Ordres du Roi, und Diane de Grandseigne
- Henri de Pardaillan de Gondrin, Marquis d’Antin, starb 1663 im Duell des Marquis de La Frette mit dem Prince de Chalais
- Just, † jung im Krieg, Comte de Miélan
- Sohn, dit le chevalier de Gondrin, † bei der Belagerung von Fort Mardyck 1646